# دييونتا ديفيس
دييونتا ديفيس (بالإنجليزية: Deyonta Davis)‏ مواليد 2 ديسمبر 1996 في مسكيغون، هو لاعب كرة سلة أمريكي. بدأ مسيرته الاحترافية في سنة 2016. تم اختياره من قبل فريق بوسطن سيلتكس خلال الدرافت. يلعب مع ميمفيس غريزليس في الرابطة الوطنية لكرة السلة كلاعب وسط. يحمل الرقم 23. يبلغ طوله 6 قدم 10 بوصة (2.1 م).

## إحصائيات المسيرة

### الموسم الاعتيادي
| السنة   | الفريق         | لعب | بدأ | دقيقة | ميداني% | ثلاثية | حرة  | ارتداد | صنع | استلاب | تصدي | نقطة |
| ------- | -------------- | --- | --- | ----- | ------- | ------ | ---- | ------ | --- | ------ | ---- | ---- |
| 2016–17 | ميمفيس غريزليس | 36  | 0   | 6.6   | .511    | .000   | .556 | 1.7    | 0.1 | 0.1    | 0.5  | 1.6  |
| المسيرة | المسيرة        | 36  | 0   | 6.6   | .511    | .000   | .556 | 1.7    | 0.1 | 0.1    | 0.5  | 1.6  |

### الأدوار الإقصائية
| السنة   | الفريق         | لعب | بدأ | دقيقة | ميداني% | ثلاثية | حرة  | ارتداد | صنع | استلاب | تصدي | نقطة |
| ------- | -------------- | --- | --- | ----- | ------- | ------ | ---- | ------ | --- | ------ | ---- | ---- |
| 2016–17 | ميمفيس غريزليس | 3   | 0   | 3.7   | .600    | .000   | .500 | 1.7    | 0.0 | 0.0    | 0.0  | 2.3  |
| المسيرة | المسيرة        | 3   | 0   | 3.7   | .600    | .000   | .500 | 1.7    | 0.0 | 0.0    | 0.0  | 2.3  |

## روابط خارجية
- دييونتا ديفيس على موقع إن بي أي (الإنجليزية)
- دييونتا ديفيس على موقع الدوري التايواني الممتاز لكرة السلة (الصينية)
- دييونتا ديفيس على موقع سبورتس رفرنس (الإنجليزية)
- دييونتا ديفيس على موقع كرة السلة الأوروبية.كوم (الإنجليزية)
- دييونتا ديفيس على موقع DraftExpress.com (الإنجليزية)
- دييونتا ديفيس على موقع إي إس بي إن.كوم (الإنجليزية)
- دييونتا ديفيس على موقع كلية كرة السلة في سبورتس رفرنس.كوم (الإنجليزية)
- دييونتا ديفيس على موقع ريلجم (الإنجليزية)
- دييونتا ديفيس على موقع بروبوليرز (الإنجليزية)
- دييونتا ديفيس على موقع سبورتس رفرنس (الإنجليزية)